# El Jable
El Jable es una comarca de la isla de Lanzarote, Canarias que va desde la costa norte de la Caleta de Famara hasta la costa sur de Playa Honda y Los Pocillos. Su principal característica es que el suelo está cubierto de arena de origen organógeno, el jable, que es la palabra local para nombrar esta arena amarillenta que vemos generalmente en las playas. 

## Localización
Es una franja que tiene dirección norte sur desde la playa de Famara hasta Playa Honda, la zona ocupa partes importantes del municipio de Teguise y de San Bartolomé. Sólo una pequeña parte está en los límites del municipio de Tinajo y otra parte en Arrecife.
El Jable de Arriba es el comprendido entre La playa de Famara, la costa de Soo, Caleta de Caballo, Montaña Mosta, Las Laderas, Fiquinineo, Muñique, Tiagua, Tao y el Volcán Tapado.
El jable de en medio o El Monte está comprendido entre Mozaga, San Bartolomé, Montaña Mina, Zonzamas, Nazaret y Güestajaide.   
El Jable de Abajo es el que está comprendido entre Los Goires, Las Cadenas, Vega de Yágabo, Argana, Güime, El Cable, Playa Honda y Los Pocillos.

## Origen del nombre
El origen de la palabra jable está en el francés, ya que sable es arena en francés. Muchos autores confirman este origen por la casi coincidencia de la palabra y la nacionalidad de los conquistadores de la isla de Lanzarote, Jean de Bethencourt y Gadifer de La Salle, que eran normandos. Algunos topónimos de las islas que nos hablan de zonas arenosas que aun conservan la palabra original: La Caleta del Risco de Los Sables, el Llano de los Sables,...

## Composición del jable
La arena denominada jable en Lanzarote y Fuerteventura es de origen marino, producida tras la rotura de conchas y algas calcáreas que el mar desmenuza hasta convertirla en granos de pequeño tamaño.

## Sistema de cultivo

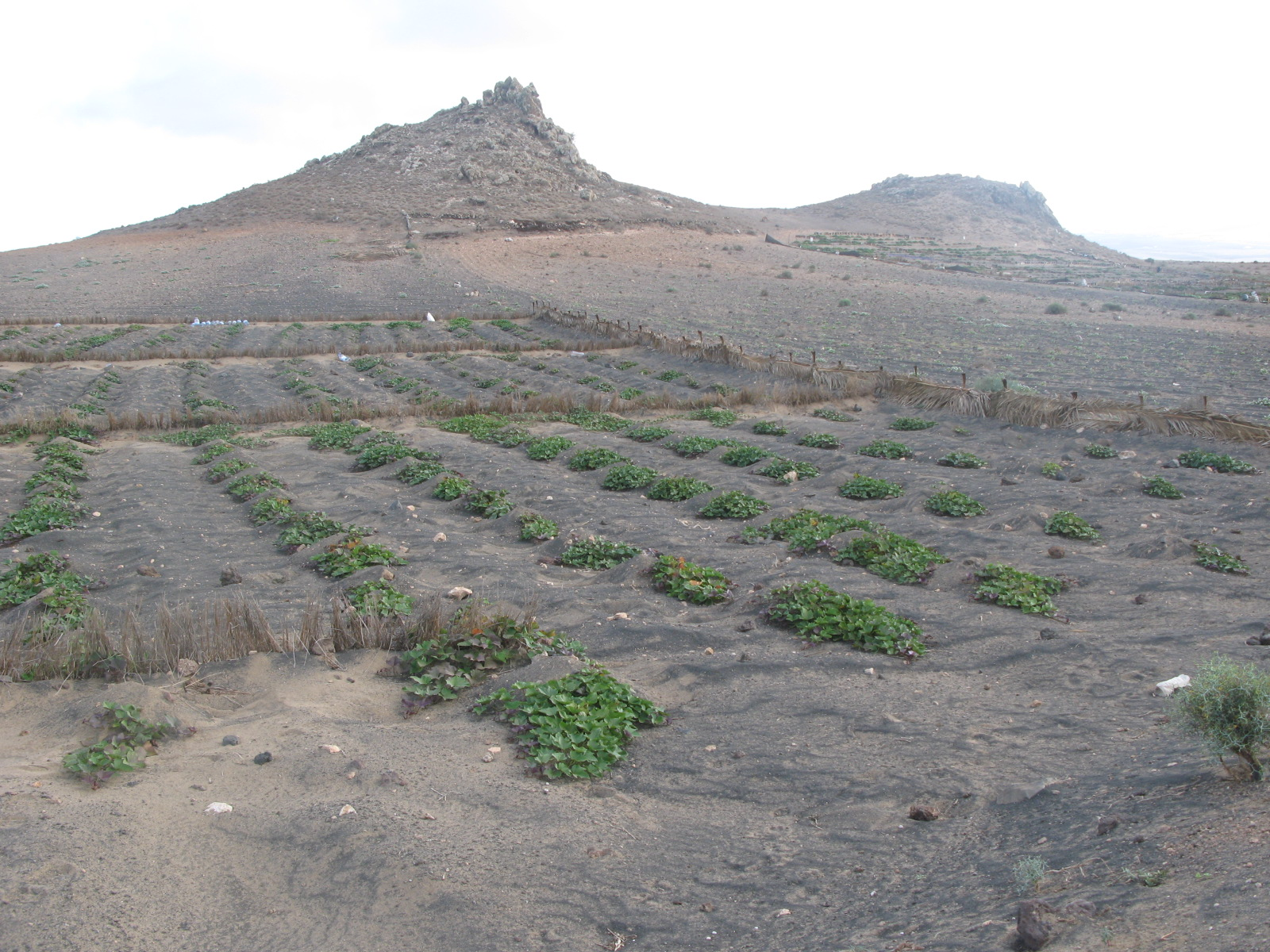
Cultivo de batata en el Jable de San Bartolomé.

En estas arenas tenemos un sistema tradicional de cultivo que es el cultivo en jable, donde la capa de arenas organógenas tiene una función protectora, tipo mulching. Conservando y reteniendo humedad, evitando la evaporación del agua, provocando diferencias térmicas en el suelo. esto permite tener una buena productividad en este suelo del secano Lanzaroteño. La suavidad de esta arena favorece a determinados cultivos que han sido exitosos en la historia de la comarca (sandías de Soo, batatas de san Bartolomé, etc). La batata es el cultivo estrella de esta zona, llegando a estar unida a la identidad del habitante de San Bartolomé, de ahí nace su gentilicio, batateros o batateras.

## Lugares de interés
Fiquinineo.- es un yacimiento arqueológico en el jable de Arriba donde se observan en algunas elevaciones rocosas las viviendas tipo de los indígenas de la isla, las casas hondas. se ha excavado la Peña de Las Cucharas deduciendo que es un poblado de etapa indígena que sobrevivió a la conquista, permaneciendo habitado hasta el siglo XVII.

## Flora
- Cebollín estrellado de jable (Androcymbium psammophilum)

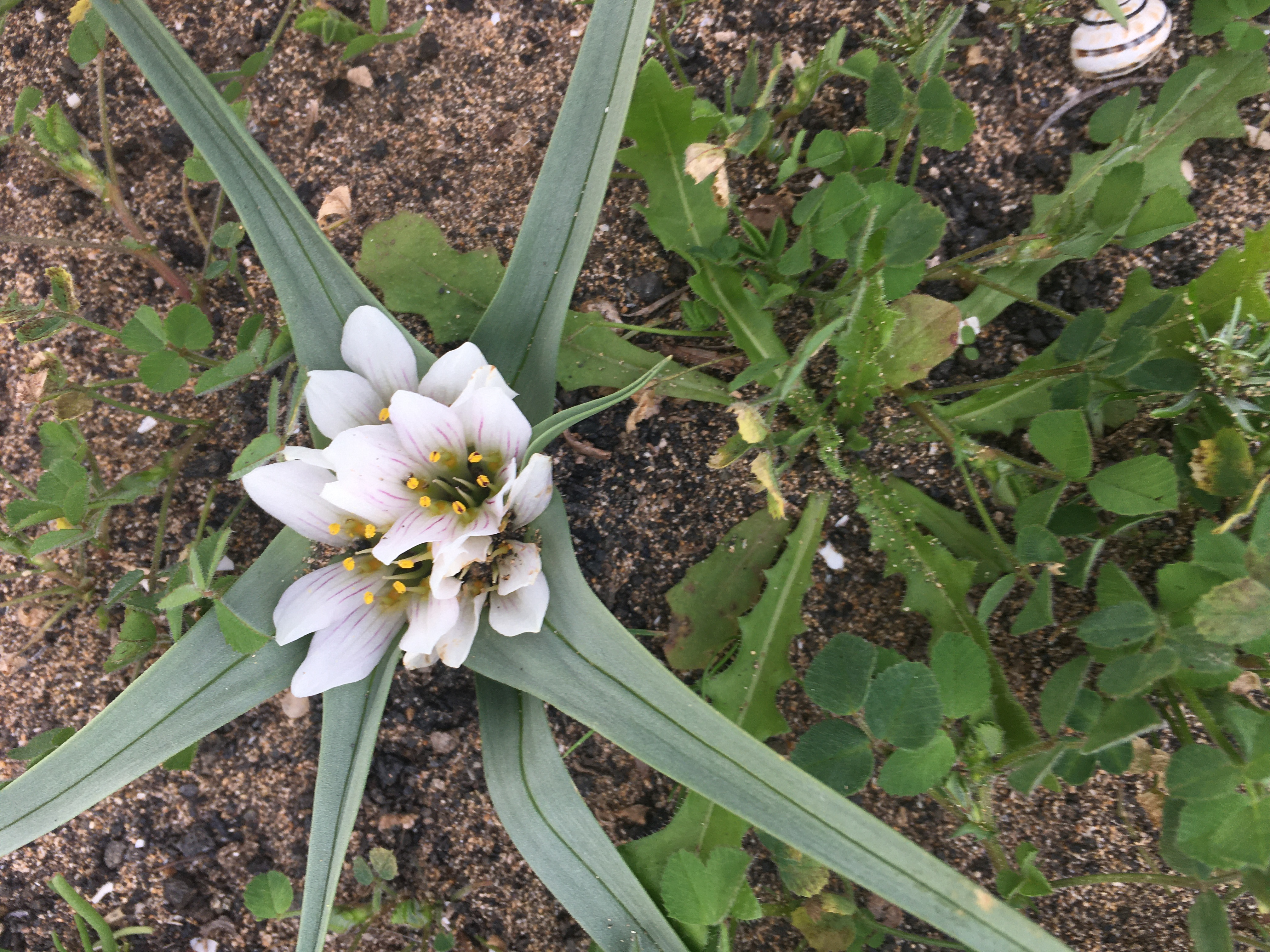
Cebollín estrellado de Jable (Androcymbium psammophilum).